# Lavaux
Lavaux è una zona del Canton Vaud in Svizzera, nel distretto di Lavaux-Oron. Sul suo territorio sono presenti 830 ettari di vigneti terrazzati che si estendono per circa 30 km lungo la sponda settentrionale del Lago di Ginevra esposta a sud.
Sebbene ci siano alcune prove che la vite fosse coltivata nella zona in epoca romana, gli attuali terrazzamenti possono essere fatti risalire all'XI secolo, quando i monasteri benedettini e cistercensi controllavano la zona. Gode di un clima temperato, ma l'aspetto meridionale delle terrazze, con il riflesso del sole nel lago e le pareti in pietra, conferisce un carattere mediterraneo alla regione. Il vitigno principale coltivato è lo Chasselas.

## Sito patrimonio dell'umanità
Secondo il diritto cantonale, i vigneti del Lavaux sono protetti dallo sviluppo. Dal luglio 2007, Lavaux è stata inserita nel patrimonio dell'umanità dell'UNESCO.

## Sentiero d'escursionismo
Sono possibili numerose escursioni attraverso i vigneti del Lavaux. C'è un sentiero escursionistico ("Terrasses de Lavaux"), che va da Saint-Saphorin a Lutry, consigliato dall'Ufficio del turismo della Svizzera.

## Protezione legale

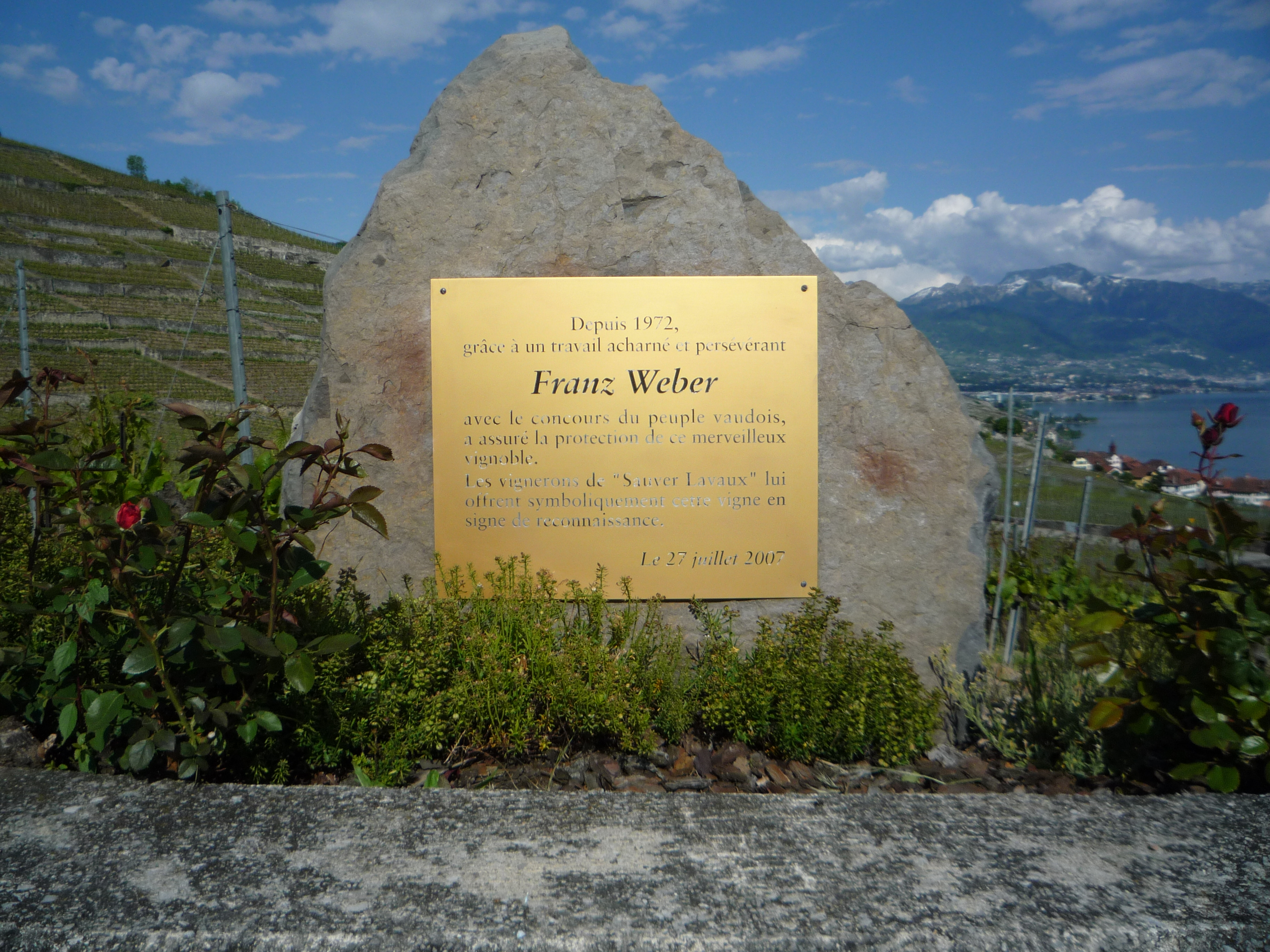
Targa commemorativa in onore dell'impegno di Franz Weber per la protezione del Lavaux.

Nel 1977, gli elettori del Canton Vaud accettarono (55%) l'iniziativa popolare cantonale "Salva Lavaux". Di conseguenza, nel 1979, fu emanata una legge per proteggere il Lavaux (Loi sur le plan de protection de Lavaux).
Nel 2003 entrò in vigore la nuova costituzione del Canton Vaud ma non conteneva l'articolo sulla protezione del Lavaux. Venne lanciata una seconda iniziativa popolare, "Save Lavaux", per reintrodurlo e fu accettata, nel 2005, dall'81% dei votanti.
Nel 2009, Franz Weber lanciò una terza iniziativa, "Save Lavaux", per ridurre le possibilità di costruire nuovi edifici a Lavaux, ma venne respinta, il 19 maggio 2014, dal 68% degli elettori. La controiniziativa del governo regionale (Consiglio di Stato di Vaud) venne accolta dal 68% dei votanti (rafforzando la tutela ma meno rigidamente rispetto all'iniziativa di Franz Weber).

## Influenze e omaggi
- Lavaux è il nome di una canzone di Prince, nel suo album 20Ten (2010).[2][3]
- Nel 2011 la Posta Svizzera ha emesso tre francobolli speciali celebrativi della regione del Lavaux.[4][5]

## Galleria d'immagini

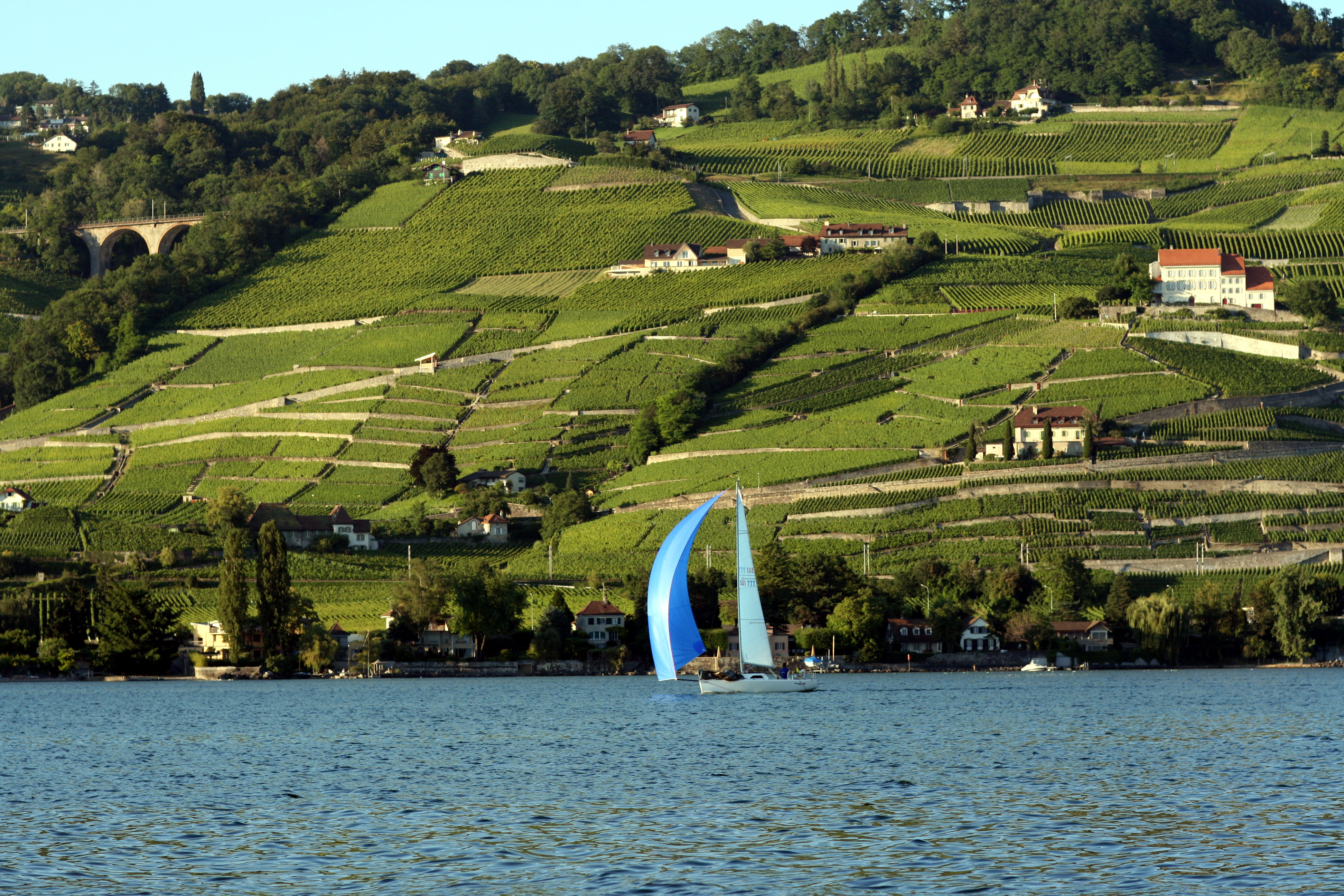
Vigneti vicino a Losanna
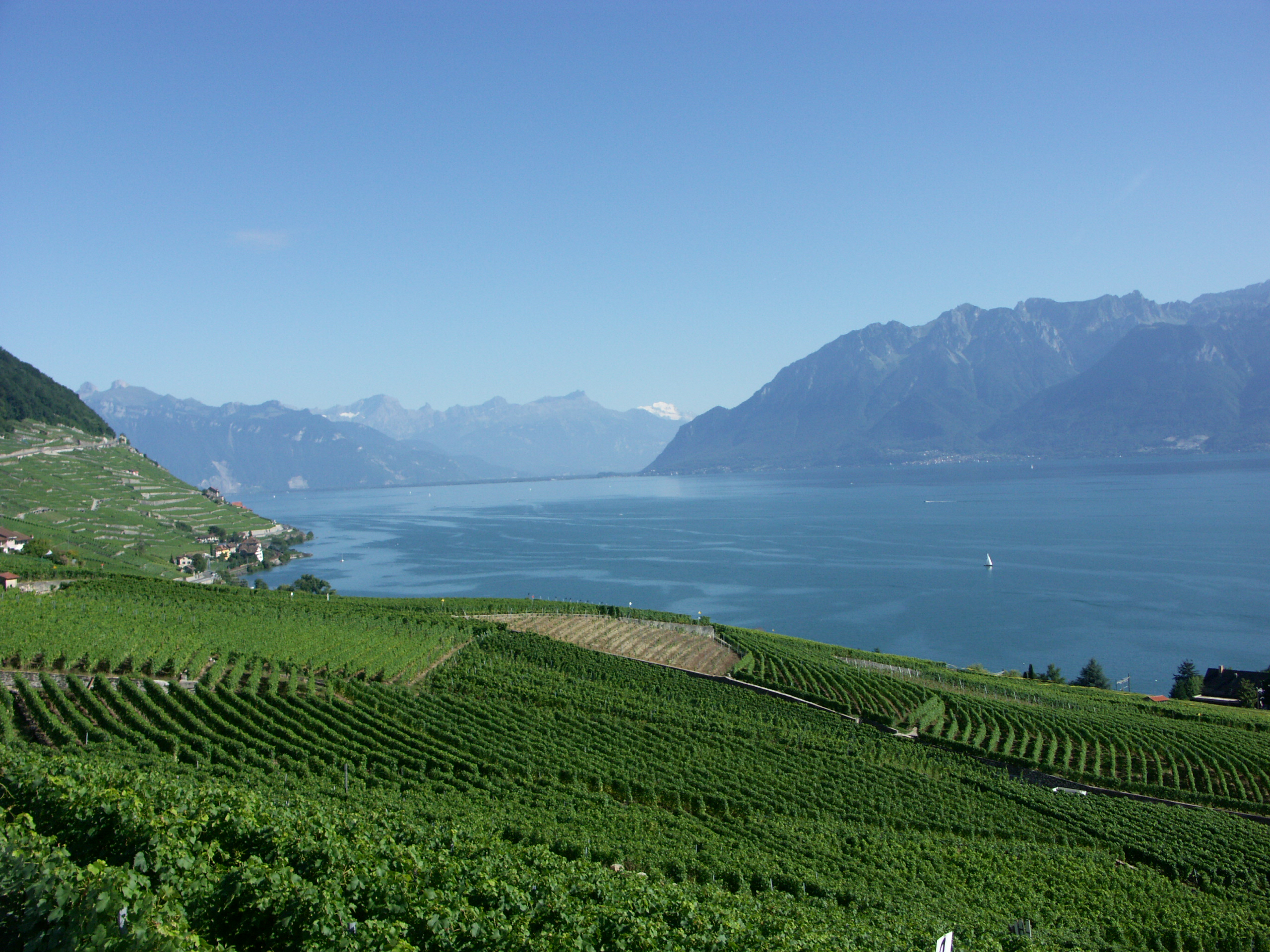
Lago di Ginevra e le Alpi svizzere visti dal Lavaux.
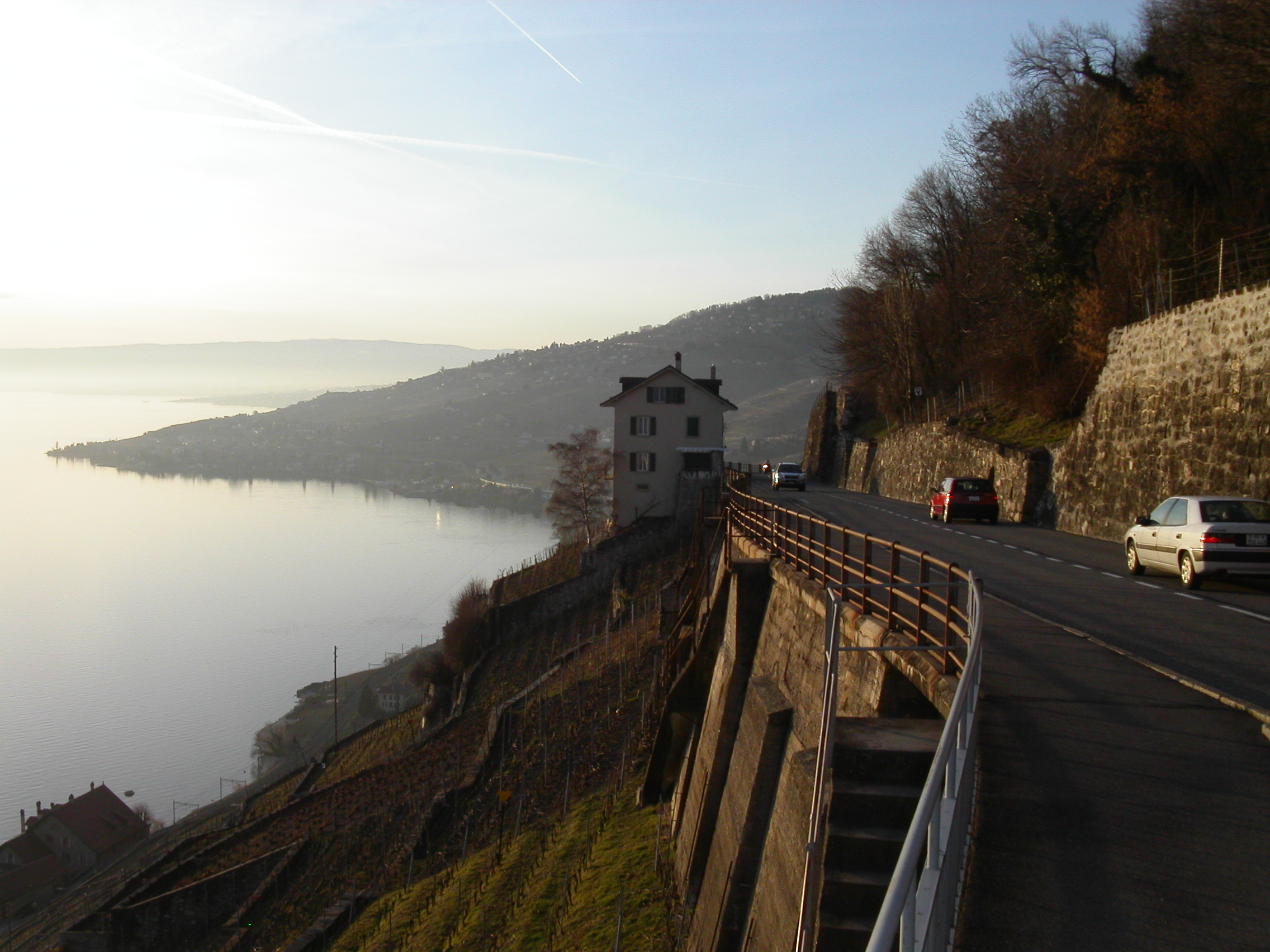
Il Lago di Ginevra dal Lavaux, guardando verso Losanna.
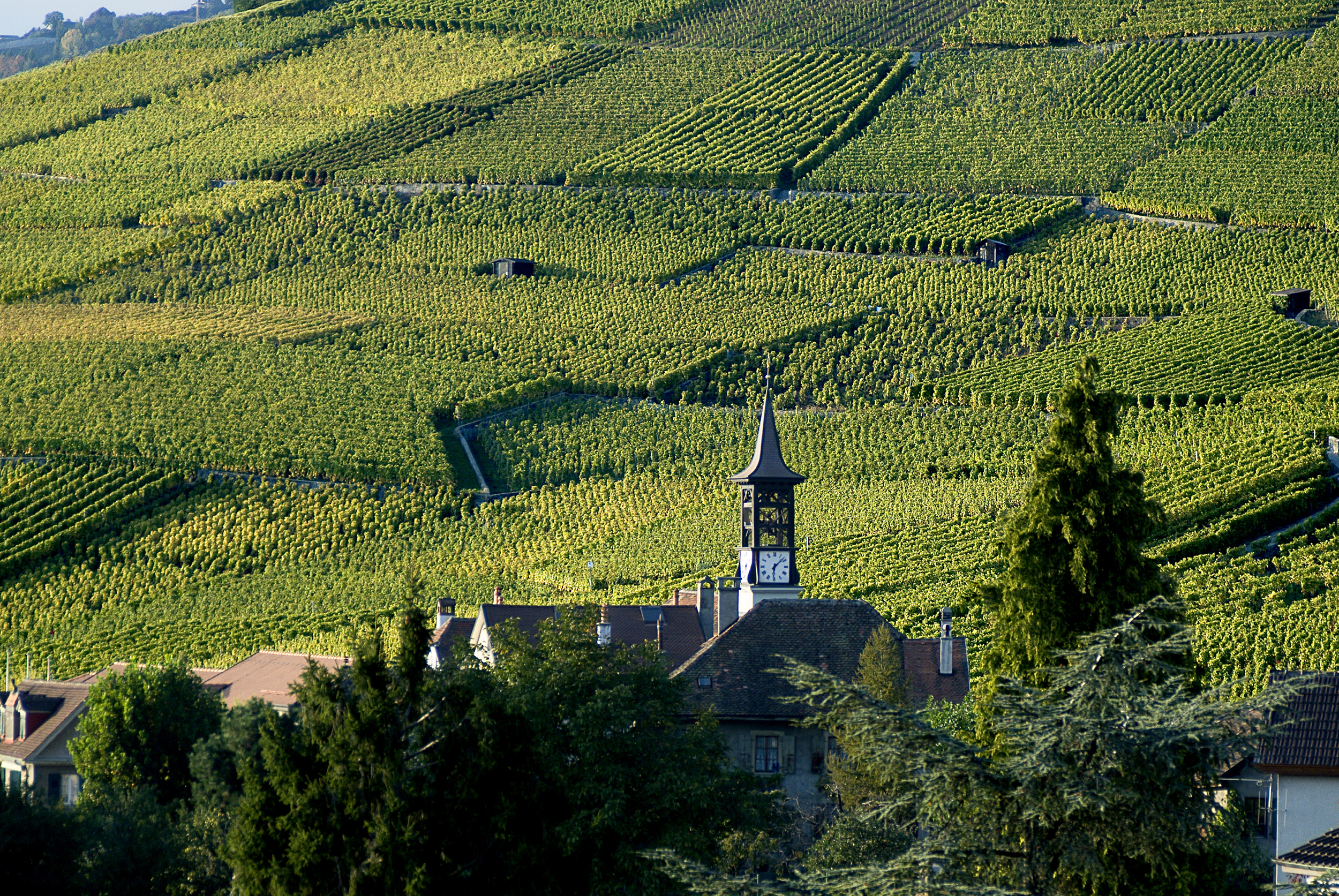
Terrazze del vigneto di Lavaux.
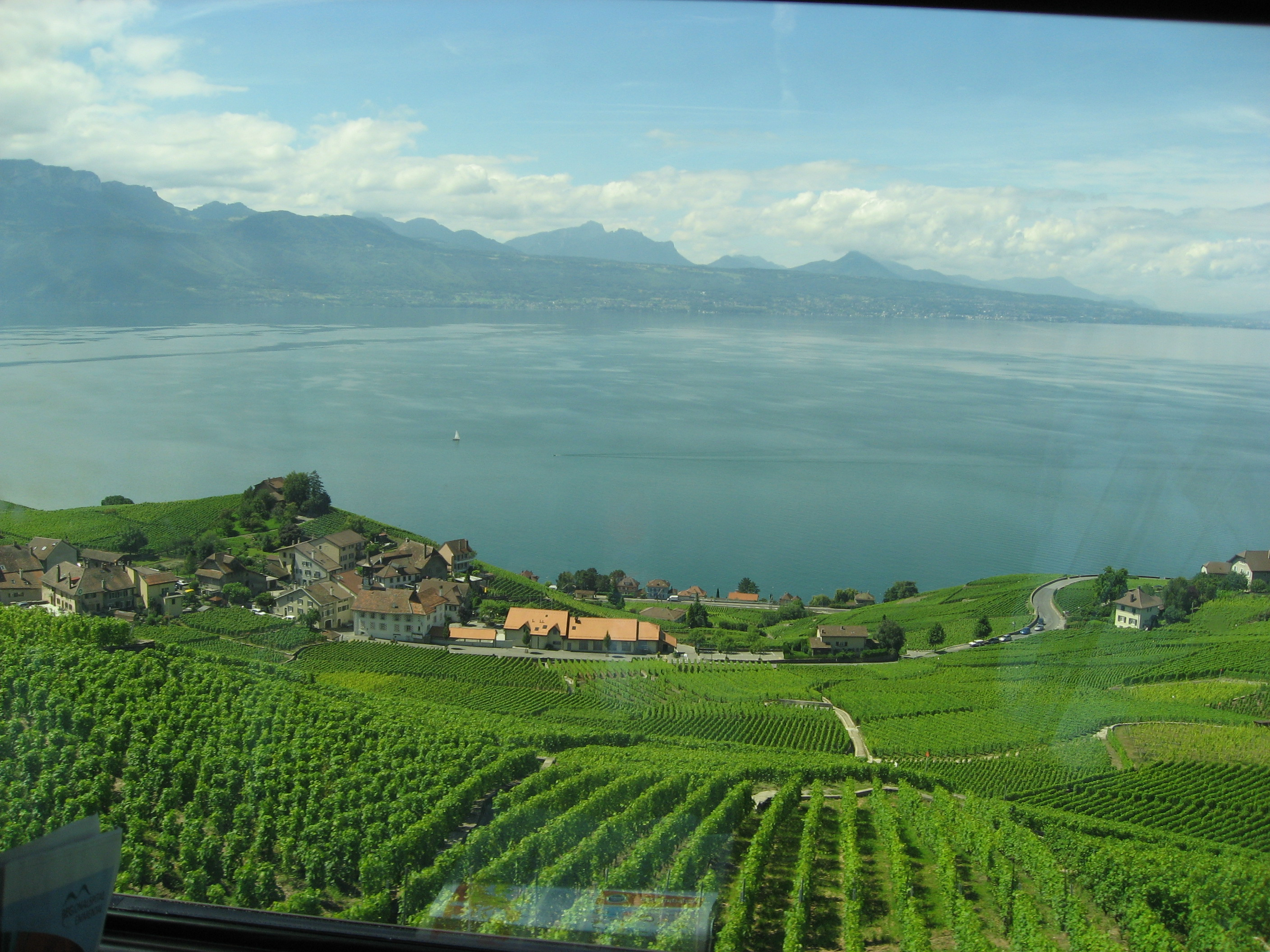
Lavaux dalla linea ferroviaria che va da Losanna a Palézieux e Berna.
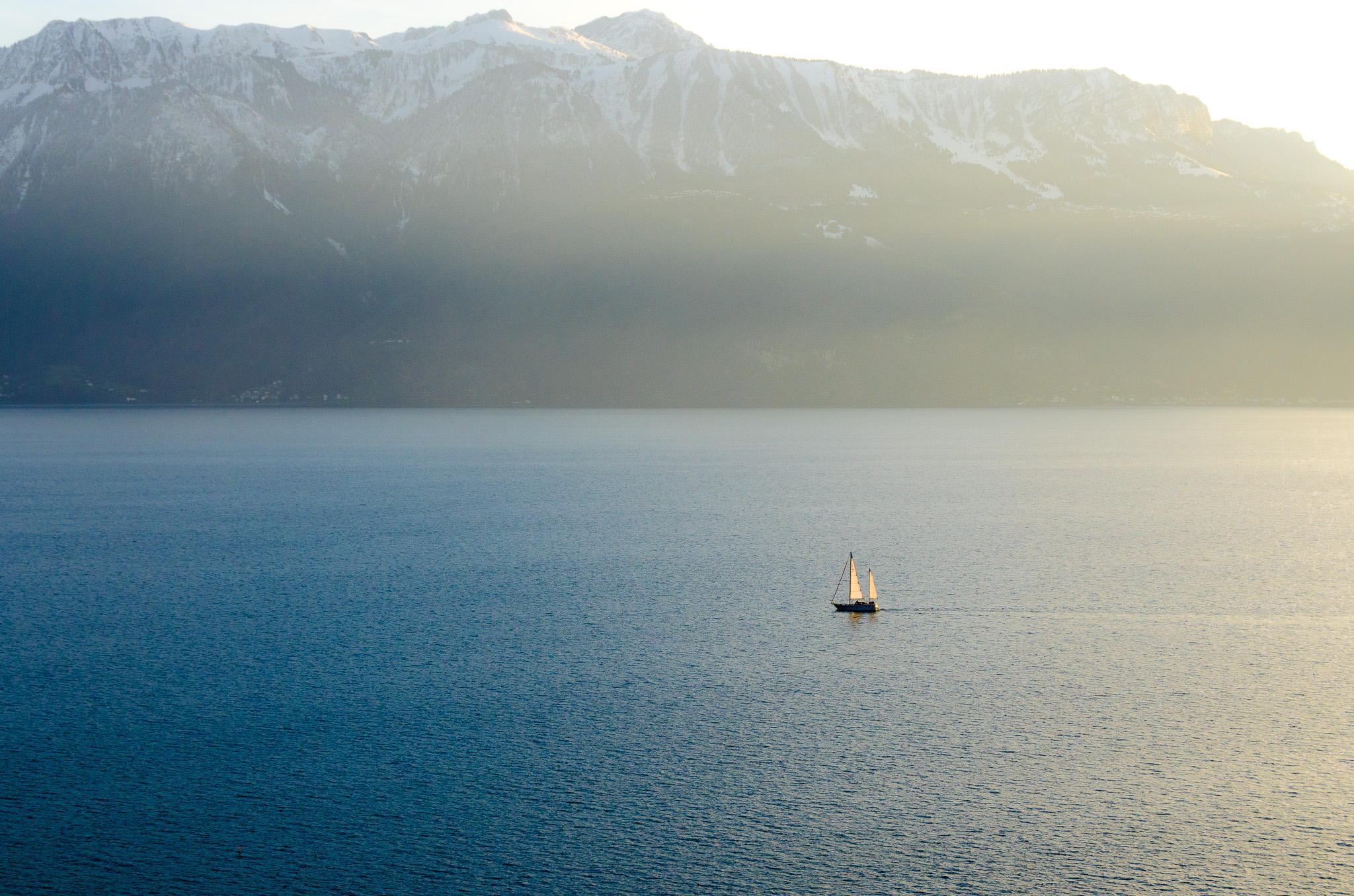
Lago di Ginevra visto dai vigneti.